# Närkki
Närkki är en ö i Finland.   Den ligger i kommunen Virmo i den ekonomiska regionen  Åbo ekonomiska region  och landskapet Egentliga Finland, i den sydvästra delen av landet, 180 km väster om huvudstaden Helsingfors.